# Sciarosoma borealis
Sciarosoma borealis är en tvåvingeart som beskrevs av Chandler 2002. Sciarosoma borealis ingår i släktet Sciarosoma, ordningen tvåvingar, klassen egentliga insekter, fylumet leddjur och riket djur. Enligt den finländska rödlistan är arten nära hotad i Finland. Arten är reproducerande i Sverige. Artens livsmiljö är naturmoskogar. Inga underarter finns listade i Catalogue of Life.